# Quirino Paulino
Quirino Ernesto Paulino Castillo, o simplemente Quirino (nacido el 9 de agosto de 1960 en Comendador) es un narcotraficante convicto y antiguo capitán del ejército de la República Dominicana que usó su posición militar para liderar una red de tráfico de drogas responsable de la exportación de toneladas de cocaína a Estados Unidos hasta septiembre de 2003.
En 2004, Paulino Castillo fue detenido en la República Dominicana con un cargamento de 1,387 kilos de cocaína, el cual era transportada hacía la zona Norte o Cibao del país.
En ese entonces, la fortuna personal de Paulino Castillo se estimaría en unos $ 2 mil millones de dólares.

## Primeros años
Paulino Castillo nació el 9 de agosto de 1960 en Comendador municipio cabecera de la provincia Elías Piña. Hijo de Zaira Castillo Ramírez una enfermera jubilada y Quirico Montás Paulino un empresario arrocero, tiene un hermano Quirilio Paulino Castillo quien es ingeniero mecánico. Sus tíos Euclides Castillo Ramírez, un exmilitar juzgado por narcotráfico, es un productor agropecuario y una persona de gran renombre en el municipio, que llegó a ser síndico de Elías Piña en dos oportunidades, y Rafael Castillo Ramírez un gran productor agrícola, quien además es presidente de la "Factoría Comendador", en donde Quirino se desempeñó como accionista.
A Paulino Castillo no se le conocen estudios académicos realizados.

## Empresario
Paulino Castillo poseía moteles, centros de diversión, modernas factorías y el 80% de los autobuses que viajan hacia Elías Piña, como también en la cercana San Juan de la Maguana, donde era dueño de la más moderna finca ganadera del país. Sus inversiones llegaban a Santo Domingo, donde poseía una moderna estación de gasolina, y una empresa importadora y distribuidora de vehículos.

## Entrada al ejército y posterior ascenso
Los profundos vínculos de Castillo con los más altos militares y políticos de República Dominicana fueron de vital importancia para su evasión de la ley. Comenzó su carrera militar en el Ejército Nacional en 1978. En 1996, Castillo ingresó en la Fuerza Aérea Dominicana (FAD) como sargento, luego vuelve al Ejército Nacional con el rango de sargento mayor el 9 de marzo de 2002. Cinco meses después, el 1 de agosto de 2002 el exjefe del Ejército de entonces, el Mayor General Manuel Ernesto Polanco Salvador lo despidió. Un año después, el 10 de septiembre de 2003, después de que Zorrilla Ozuna sustituyera a Polanco Salvador como jefe del ejército, Quirino fue reintegrado en el mismo, siendo promovido a primer teniente mediante el decreto 32070 firmado por el exsecretario de las Fuerzas Armadas dominicanas, mayor general José Miguel Soto Jiménez siguiendo las instrucciones del presidente de entonces Hipólito Mejía.

## Vínculos con los políticos dominicanos
'Paulino tuvo mucho apoyo político y militar durante su vida en el narcotráfico, llegando a hacer negocios ilícitos con muchos de ellos. Durante un acto político, en su natal, Elías Piña, Paulino se comprometió a donar dos millones de pesos para reparación de una escuela. Llegó a tener mucha influencia en la vida política dominicana, tales como proteger sus intereses, cabildeando contactos y privilegios con los políticos.
En 2003, Paulino fue juramentado como miembro del PRD por Sergio Grullón cuñado del presidente de entonces Hipólito Mejía. Además también fue involucrado con el PLD y sus altos dirigentes, incluyendo a su presidente Leonel Fernández. Paulino llegó a financiar las campañas a candidatos de los 3 mayores partidos políticos de República Dominicana a cambio de silencio y complicidad.
El periódico dominicano Listín Diario publicó un informe en el que afirmó que Paulino había hecho varias donaciones al Partido Revolucionario Dominicano (PRD) para la construcción de escuelas en Comendador, también donó un vehículo para el comité
municipal del Partido de la Liberación Dominicana (PLD), y había hecho donaciones a políticos del Partido Reformista en Elías Piña.
El informe señaló que Paulino empleó al ingeniero Henry Duval, quien fue director del Instituto Nacional de Recursos Hidráulicos (INDRHI) en San Juan de la Maguana durante la primera administración de Fernández 1996-2000 como jefe de riego en una de sus fincas en el año 2000 cuando este fue destituido de su puesto debido al cambio de gobierno. Duval, después de trabajar cuatro años para Paulino, fue nombrado nuevamente en su puesto en el gobierno de Fernández 2004-2008. El diario también menciona que Paulino designó como jefe de veterinaria a Esvelti Edmond, otro militante del PLD y exdirector ganadero para el gobierno de Fernández. Edmond fue reintegrado en su puesto anterior cuando Fernández regresó al gobierno el 16 de agosto de 2004.
En abril de 2004, el mayor general Furcy Castellanos, jefe de Inteligencia del Ejército J-2, reveló que las fuerzas armadas alertó el expresidente Mejía que la DEA estaba tras la pista de Paulino. Explicó que Mejía no se apegó a las recomendaciones de dar los informes, debido a la proximidad de las elecciones de mayo de ese año.

## Arresto
El 18 de diciembre de 2004 se retuvo y descubrió un camión que contenía 1,387 kilos de cocaína, valorada en 30 millones de dólares, presuntamente procedente de Colombia. El camión provenía de la región sur de República Dominicana, y se dirigía a la industrial región norte, a donde iba a ser procesada y enviada a su destino final, los Estados Unidos. El conductor del camión Tirso Cuevas Nin junto al ex coronel Lidio Arturo Nin Terrero, este último se desempeñaba como jefe de la cárcel de máxima seguridad de Azua quien al momento de su arresto, se trasladaba en la camioneta Daihatsu. Los dos fueron interceptados por agentes de la DEA y de la Dirección Nacional de Control de Drogas (DNCD). Nin Terrero declaró ser solo un pasajero y que no sabía lo que había en la camioneta. Hasta el 18 de mayo de 2008, Nin Terrero nunca cambió su declaración de que recibía una "bola".

## Dictamen y pedido de extradición por los Estados Unidos
En enero de 2005, el entonces fiscal del Distrito Nacional, José Manuel Hernández Peguero dijo que Doris Pujols Ortiz, la juez encargada del caso de Castillo en la República Dominicana se ha extendido en el proceso de investigación, dada la complejidad del caso. El 1 de febrero de ese mismo año se inició el juicio de extradición de Castillo.
Tras el arresto de Castillo y más de 60 dominicanos que se consideran parte importante de la red de este fueron detenidos y posteriormente extraditados, Lidio Nin Terrero, Eduardo Rodríguez (Eduardito), José Ramón Ortega, Erwin Méndez, César Bueno, y Tirso Cuevas Nin. Incluyendo además algunos familiares de Castillo como la esposa y los hijos de este.

## Cargos imputados
Los cargos que se le imputan son los siguientes:
- Dos cargos de asociación ilícita para importar una sustancia controlada (cocaína), en violación a la Sección 963 del Título 21 del Código de los Estados Unidos.
- Un cargo de asociación ilícita para distribuir una sustancia controlada (cocaína), en violación a la Sección 846 del Título 21 del Código de los Estados Unidos.
- Un cargo de asociación ilícita para lavar ganancias derivadas del narcotráfico, en violación a la Sección 1956(h) del Título 18 del Código de los Estados Unidos.
- Un cargo de distribución de una sustancia controlada (cocaína) con intención de importarla a los Estados Unidos, en violación a la Sección 959 del Título 21 del Código de los Estados Unidos y la Sección 2 del Título 18 del Código de los Estados Unidos (ayudar e instigar el cometimiento de un delito).
- Una alegación de decomiso que busca obtener el decomiso de aproximadamente US$ 7,000,000 en ganancias derivadas del delito, de conformidad con lo previsto en la Sección 853 del Título 21 del Código de los Estados Unidos.[13]

## Bienes decomisados
El fiscal Hernández Peguero, dijo que los bienes incautados al excapitán del ejército, Paulino Castillo, ascendían a más de RD$2,000 millones en el momento del decomiso.
Los bienes decomisados son los siguientes:
- Siete apartamentos en el Distrito Nacional en Santo Domingo.
- Una estación de venta de gasolina en el Distrito Nacional en Santo Domingo.
- Una hacienda en San Juan de la maguana, República Dominicana.
- Dos solares en el Distrito Nacional en Santo Domingo.
- Cuatro residencias en el Distrito Nacional en Santo Domingo.
- Un Penthouse en el Distrito Nacional en Santo Domingo.
- Un almacén en el Distrito Nacional en Santo Domingo.
- Bienes muebles utilizados para las actividades de narcotráfico y lavado de activos.
- El 100% de los certificados de depósitos correspondientes a Quirino Paulino.
- El 37.5% del precio de las ventas de arroz y otros subproductos, depositados en Certificados de Depósitos abiertos al efecto.
- Los valores correspondientes a la venta en pública subasta del Helicóptero EC-130, depositados en Certificados de Depósitos abiertos al efecto.[15]

## Proceso judicial en Estados Unidos
El juicio contra Castillo y otras 20 personas acusadas de tráfico de drogas en Nueva York, dio inicio en septiembre de 2008.
El caso penal está siendo llevado a cabo en el distrito sur de la ciudad de Nueva York por la jueza Kimba Wood. Entre las razones por las cuales los jueces han negado la puesta en libertad bajo fianza de la mayoría de los sospechosos es que no tienen propiedades en los Estados Unidos, que se puedan presentar como garantía, que sólo tienen garantía en otros países o su país de origen, y que podrían posiblemente escapar y convertirse en fugitivos.
En enero de 2009, Paulino admitió su culpabilidad y dijo que envió 33 toneladas de cocaína desde República Dominicana a Estados Unidos entre 1996 y 2002. En febrero fue arrestado Ernesto Guevara Díaz (Maconi) quien es el cuñado de Castillo. En junio se dio a conocer una supuesta grabación donde Castillo mantiene una conversación con Guevara y donde revelan tenían una alianza, la grabación además revela que fue hecha justo un día antes del apresamiento de Castillo. Guevara quien supuestamente era la mano derecha de Castillo fue extraditado el 10 de julio de 2009.
En 2010 la DEA y el FBI informaron que una supuesta vinculada a la red de narcotráfico de Paulino llamada Gladys Suriel Collado o Gladys Elsida Sánchez Suriel se fugó con la ayuda de un exjefe de inteligencia de las Fuerzas Armadas, quien además era amante de este.

### Libertad
Tras haber cumplido la condena, Quirino Ernesto Paulino Castillo fue liberado en enero de 2014 por la jueza Kimba Wood según su abogado Freddy Castillo.

## Denuncias contra Leonel Fernández
En la 2.ª semana de febrero de 2015, el exconvicto Quirino Ernesto Paulino, a través de un programa televisivo, hizo importantes denuncias, donde afirmó haber aportado más de US $ 4.6 Millones en la campaña del PLD (Partido de la Liberación Dominicana) para el periodo 2007-2008. Dijo estar dispuesto a que se le haga la prueba del polígrafo para demostrar la veracidad de sus alegatos. La denuncia fue negada por el PLD y su presidente Leonel Fernández quien fungiera como presidente de la República Dominicana en 3 ocasiones.